# Punt de Referència
Punt de Referència és una associació i entitat sense ànim de lucre que té com a objectiu l'atenció a persones i col·lectius específics, amb programes d'acompanyament a l'emancipació dels joves extutelats.
L'Associació Punt de Referència es va crear el 1997 per oferir acompanyament i suport al col·lectiu de joventut vulnerable, principalment tutelats i extutelats sense xarxa familiar de suport, que han d'emprendre la seva vida adulta un cop surten dels centres on han viscut sota la tutela de la Generalitat de Catalunya. Bàsicament, s'ocupa de jovent tutelat i extutelat entre 16 i 23 anys en el seu procés d'emancipació un cop surten del sistema de protecció de menors, a través d'un un acompanyament de persones voluntàries que fan projectes de mentoria a aquests nois i noies. Se'ls acompanya a l'emancipació a través dels programes d'habitatge, de mentoria amb voluntariat, i de suport socioducatiu en els que es busca l'estabilitat emocional, la inserció sociolaboral, l'autoconeixement, el coneixement de l'entorn i el suport documental. L'any 2010 va ser declarada Entitat d'Utilitat Pública.
Un dels programes principals que duu a terme l'associació és el 'programa Acull', a través del qual se cerquen voluntaris que vulguin acompanyar joves migrants sols. A través d'aquest programa és busca oferir una llar i una xarxa de suport a joves migrants sols d'entre 18 a 21 anys, que necessitin un referent familiar arrelat al territori. l'objectiu és oferir “una oportunitat de convivència” durant nou mesos, que “aporta l’acompanyament idoni per a joves que, davant les dificultats d'emancipació al territori d’arribada, requereixen un suport emocional i educatiu integral”. A més, la persona o les famílies acollidores dels joves, alhora, són acompanyades per un professional de l'entitat, que té cura i supervisa la relació entre la persona jove i les persones voluntàries.